# Jeu de cartes spécifique
 (juillet 2025).
Motif : Le concept "jeu de carte spécifique" n'a pas été identifié dans la recherche de source. Admissibilité à démontrer.
- Archive Wikiwix
- Bing
- Cairn
- DuckDuckGo
- E. Universalis
- Gallica
- Google
- G. Books
- G. News
- G. Scholar
- Persée
- Qwant
- (zh) Baidu
- (ru) Yandex
- (wd) trouver des œuvres sur Wikidata

| 1. | Préciser le motif de la pose du bandeau. | Précisez le motif de la pose du bandeau en utilisant la syntaxe suivante : {{admissibilité à vérifier\|date=juillet 2025\|motif=remplacez ce texte par le motif}}                             |
| 2. | Informer les utilisateurs concernés.     | Pensez à avertir le créateur de l'article, par exemple, en insérant le code ci-dessous sur sa page de discussion : {{subst:avertissement admissibilité à vérifier\|Jeu de cartes spécifique}} |

Un jeu de cartes spécifique est un jeu de société dont le matériel essentiel est constitué d'un ensemble de cartes créé spécialement pour ce jeu.
Ces jeux appartiennent souvent à un éditeur qui a développé et protégé le matériel. Parmi les jeux les plus connus appartenant à cette catégorie, on peut citer le Uno ou le 1000 bornes.
Classer des articles selon le matériel utilisé ne présente parfois pas beaucoup de sens. Cependant, de nombreux joueurs ont pris l'habitude de parler de "jeux de cartes" sans pour autant parler de la même chose. En utilisant la même expression, l'un parlera de jeu de levées, un autre de jeu de cartes à collectionner, un troisième de jeu traditionnel.
La catégorie "jeu de cartes spécifique" a donc des contours assez flous et il convient pour ne pas perdre le lecteur de ne pas y classer pêle-mêle tous les jeux comportant des cartes dans le matériel fourni, quand bien même cela représenterait l'essentiel du contenu de la boîte. La plupart des jeux de question-réponse ou de communication sont essentiellement constitués de cartes sur lesquelles sont imprimées les questions. Il ne viendrait cependant pas à l'idée de classer de tels jeux dans une catégorie « jeu de cartes ». Il est donc préférable de ne pas classer dans la catégorie "jeu de cartes spécifique" un jeu qui n'utilise les cartes qu'à titre accessoire ou comme support de lecture en lieu et place d'un livret.

## Jeux modernes
Voir la catégorie:Jeu de cartes spécifique pour une liste plus complète.
- 1000 bornes, d'Edmond Dujardin (Dujardin, 1954). Jeu inspiré de la canasta.
- Uno, de Merle Robbins (Mattel, 1971)
- Gang of Four, de Lee F. Yih (Dargaud, 1991)
- Élixir, de Sylvie Barc, Frédéric Leygonie et Jean-Charles Rodriguez (Asmodée, 1993)
- Il était une fois..., de Richard Lambert, Andrew Rilstone et James Wallis (Darwin Project / Play Factory, 1993)
- 6 qui prend !, de Wolfgang Kramer (Amigo / Gigamic, 1994)
- Schotten-Totten, de Reiner Knizia (Schmidt Spiele, 1999)
- Citadelles, de Bruno Faidutti (Millenium, 2000)
- Bang!, d'Emiliano Sciarra (Da Vinci / Tilsit, 2002)
- Race for the Galaxy, de Tom Lehmann (Ystari Games, 2007)
- Dixit, de Jean-Louis Roubira et Marie Cardouat (Libellud, 2008)
- Dominion, de Donald X. Vaccarino (Filosofia, 2008)
- Hanabi, d'Antoine Bauza (Cocktail Games / XII Singes, 2010)